# Mr. Wu (film 1919 Pick)
Mr. Wu è un film muto del 1919 diretto da Lupu Pick.

## Produzione
Il film fu prodotto da Lupu Pick.

## Distribuzione
Il film fu distribuito in Germania.

## Differenti versioni
Il lavoro teatrale di Maurice Vernon e Harold Owen fu portato sullo schermo in diversi adattamenti:
- Mr. Wu di Maurice Elvey (1919)
- Mr. Wu di Lupu Pick (1919)
- Mr. Wu (1920)
- Mr. Wu di William Nigh (1927)
- Wu Li Chang di Carlos F. Borcosque, Nick Grinde (1930)